# Vijfde monarchisten
De Vijfde Monarchisten of Quintmonarchisten waren een puriteinse sekte en eindtijdbeweging die actief was van 1649 tot 1661 gedurende het Interregnum in Engeland, volgend op de Engelse Burgeroorlog in de 17e eeuw. Het was een van een reeks non-conformistische stromingen die in die tijd opgang maakten, zoals ook de wederdopers, de ranters, de quakers en de seekers.
Hun naam komt van de visioenen die beschreven wordt in de hoofdstuk 2 en 7 van het Bijbelboek Daniël. Hierin wordt beschreven hoe na vier aardse koninkrijken het vijfde koninkrijk komt, waarin God zal regeren. De Vijfde monarchisten meenden dat in het jaar 1666 de Vijfde Monarchie zou aanbreken en wilden ook politieke maatregelen nemen om de mensen op de komst van het Godsrijk voor te bereiden.
In het vijfde koninkrijk zouden de tienden worden afgeschaft, zou de wet hervormd worden, werden de armen verheven en de rijken vernederd. Er zou geen zwaar werk meer verricht hoeven te worden en er zouden geen hongersnood en ziekten meer zijn. De pretjes van het leven zouden verleden tijd zijn.
Thomas Venner, een tonnenmaker van beroep, werd in de laatste jaren van het Interregnum de aanvoerder van de Vijfde monarchisten en had reeds in 1657 gepoogd het regime van Oliver Cromwell omver te werpen. Met een vijftigtal medestanders brak hij op 1 januari 1661 in de oude St Paul's Cathedral in en leidde een opstand tegen de nieuwe koning Karel II. De groep trachtte tevens een gevangenis te bestormen en drong met bijlen en speren een grote overmacht van soldaten terug. Uiteindelijk bestormde het leger onder generaal Monck de taveerne waar de Vijfde monarchisten zich verscholen en overmeesterde hen. Op 19 januari 1661 werd Venner veroordeeld en gevierendeeld; zijn hoofd werd op een spies op London Bridge geplaatst.
De opvatting dat er spoedig een Vijfde monarchie zou aanbreken (maar niet noodzakelijk in 1666), kwam ook op het Europese vasteland voor. In de Republiek der Zeven Verenigde Nederlanden was een kleine groep Vijfde monarchisten actief onder leiding van Johannes Rothe, die vooral in het 'Rampjaar 1672' enige aanhang kreeg.